# Luigi Bianchi (calciatore)
Luigi Bianchi (Milano, 31 agosto 1885 – Milano, 22 novembre 1976) è stato un avvocato, dirigente sportivo e calciatore italiano, di ruolo centrocampista.

## Carriera
La sua carriera come calciatore si svolse in un solo campionato, quello del 1905, nella squadra di calcio del Milan, venendo sempre impiegato nelle uniche due partite che quell'anno il Milan giocò, entrambe contro l'US Milanese; successivamente, divenendo avvocato, occupò in rossonero gli incarichi di segretario e di dirigente per varie stagioni.
Nel 1948 in occasione del 50º anniversario della FIGC fu insignito del titolo di pioniere del calcio italiano.
Riposa nel cimitero monumentale di Milano.